# Erfurt Enchiridion

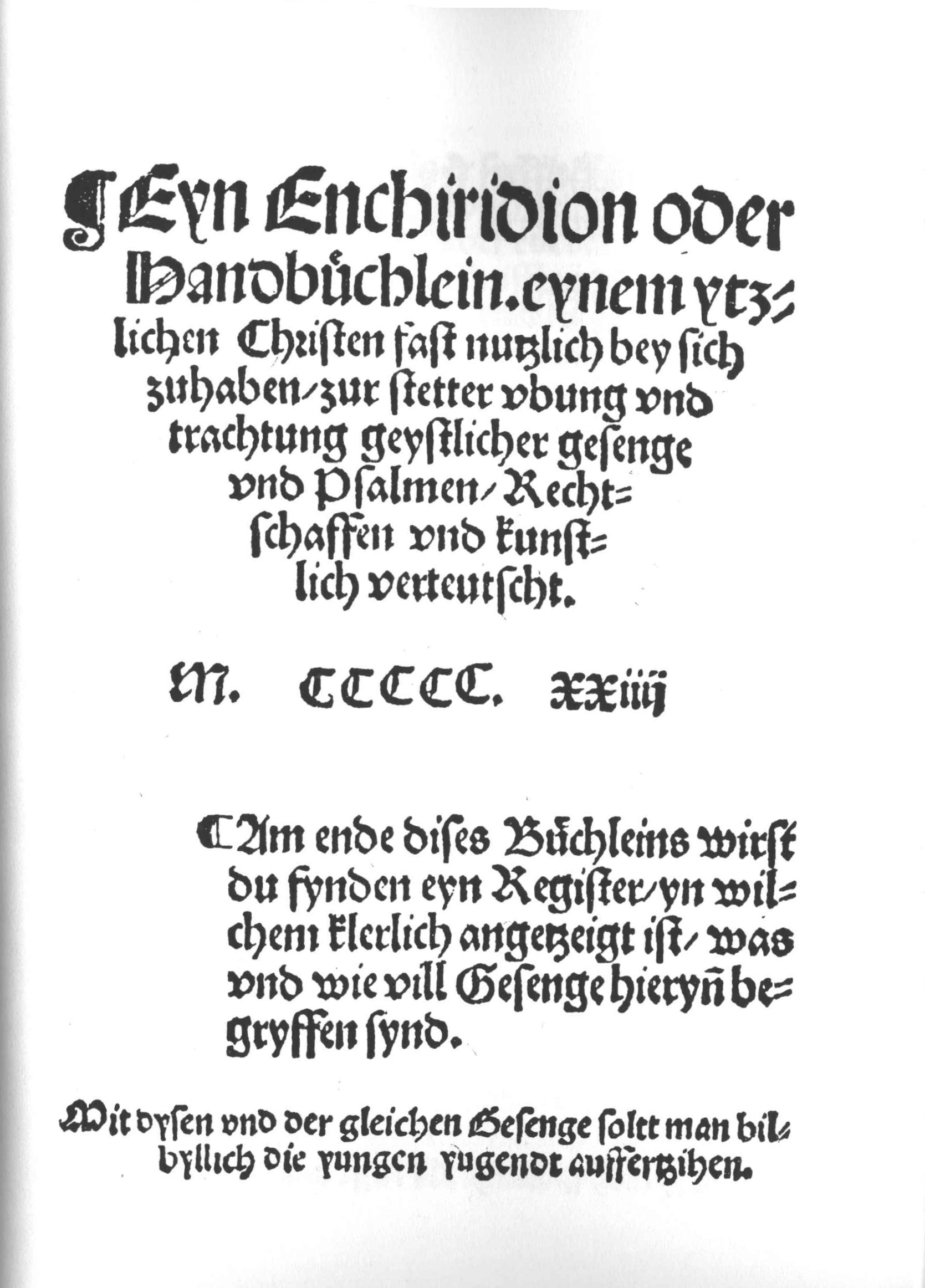
Página do título da edição Loersfeld

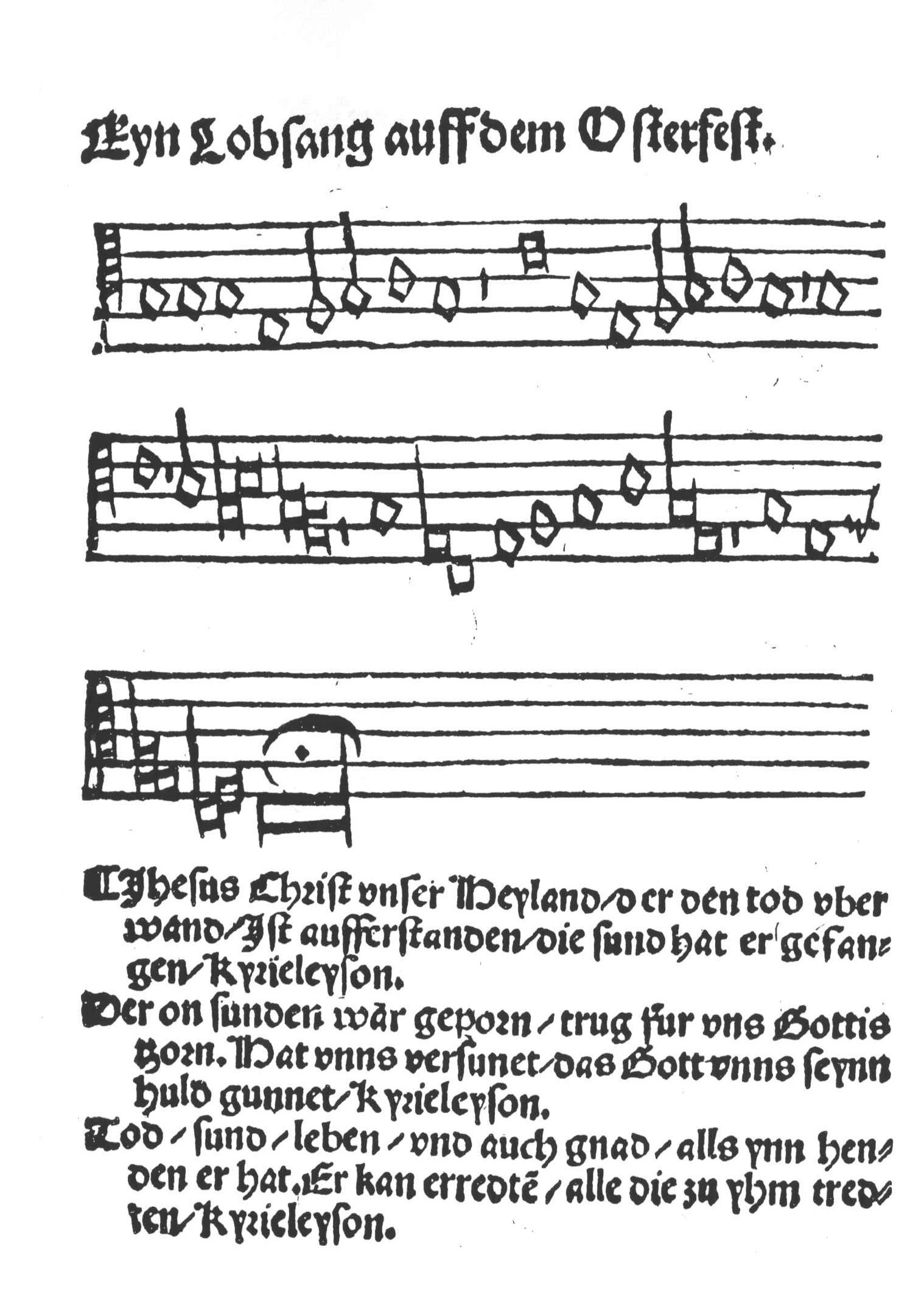
A canção "Jesus Christus, unser Heiland, der den Tod überwand
" (Jesus Cristo, nosso salvador, que venceu a morte) por Martinho Lutero, com o título "Ein Lobgesang auf dem Osterfest" (Uma canção de louvor na festa de Páscoa)

O Erfurt Enchiridion (em grego clássico: ἐγχειρίδιον, livro da mão) é o segundo hinário luterano. Ele apareceu em 1524, em Erfurt, em duas edições concorrentes. Um deles contém 26 músicas, o outro 25, 18 delas por Martinho Lutero, outras por Elisabeth Cruciger, Erhard Hegenwald, Justus Jonas e Paulo Speratus. Enquanto as músicas do Enchiridion poderiam ser usadas em igrejas, elas foram destinados principalmente para cantar em outros locais, tais como em casa, tribunais, e em reuniões.

## História
As músicas do reformador Lutero e outros foram inicialmente vendidas como cartazes, e assim contribuiu para a difusão das idéias protestantes. Elas foram impressas em coleções, começando com o Primeiro hinário Luterano, chamado Achtliederbuch, e com o livro de músicas de Wittenberg, ambos publicados em 1524. A Erfurt Enchiridion apareceu no mesmo ano, em duas edições quase iguais por duas impressoras diferentes, Johannes Loersfeld e Matthes Maler. Ambos os livros são idênticos, exceto por uma música. O duplo aspecto sugere que houve uma grande demanda. Provavelmente a edição impressa pelo Loersfeld veio primeiro, e foi copiada por Maler.

## Descrição
A versão de Loersfeld foi impressa em octavo, e inclui 48 páginas, 47 delas impressas. Ele contém 25 músicas, a versão em alemão do credo e um prefácio anônimo de duas páginas. A versão de Maler contém uma canção a mais. São utilizadas dezesseis diferentes corais, e dezoito das músicas são de Lutero, mas seu nome está vinculado a apenas um deles. Três dos hinos foram escritos por Paulo Speratus, um ou dois por Justus Jonas, um por Elisabeth Cruciger, e um é atribuído a Jan Hus. O arranjo das canções não é sistemático, e apenas sete paráfrases dos salmos formam um grupo coeso. Cinco músicas são versões rimadas alemãs de cantos litúrgicos latinos. A canção "Ein neues Lied wir heben an" (Uma nova canção começamos) descreve a execução de dois monges em Bruxelas que foram mártires da Reforma, Hendrik Vos e Johannes van Esschen.
O título descreve: "Eyn Enchiridion oder Handbüchlein. eynem ytzlichen Christen rápido nutzlich bey sich zuhaben / zur stetter vbung vnd trachtung geystlicher gesenge vnd " Psalmen / Rechtschaffen vnd kunstlich verteutscht." (Um Enchiridion ou pequeno manual; para cada cristão, muito útil para ter à mão / para prática contínua e a contemplação dos cânticos e salmos / honestamente e artisticamente traduzido para o alemão.)

## Hinos
| Número | Título                                                          | Autor               | Nota                                                          |
| ------ | --------------------------------------------------------------- | ------------------- | ------------------------------------------------------------- |
| 1      | Dies sind die heilgen Zehn Gebot                                | Martinho Lutero     |                                                               |
| 2      | Nun freut euch, lieben Christen g'mein                          | Martinho Lutero     | em Achtliederbuch                                             |
| 3      | Es ist das Heil uns kommen her                                  | Martinho Lutero     | em Achtliederbuch                                             |
| 4      | Mitten wir im Leben sind                                        | Martinho Lutero     | depois de Media vita in morte sumus                           |
| 5      | In Gott gelaub ich, daß er hat                                  | Martinho Lutero     | em Achtliederbuch                                             |
| 6      | Hilf Gott, wie ist der Menschen Not                             | Paul Speratus       | em Achtliederbuch                                             |
| 7      | Gott sei gelobet und gebenedeiet                                | Martinho Lutero     | não na edição de Maler                                        |
| 8      | Gelobet seist du, Jesu Christ                                   | Martinho Lutero     |                                                               |
| 9      | Ich glaube an einen Gott                                        | Credo dos Apóstolos |                                                               |
| 10     | Herr Christ, der einig Gotts Sohn                               | Elisabeth Cruciger  |                                                               |
| 11     | Jesus Christus, unser Heiland, der von uns den Gotteszorn wandt | Martinho Lutero     | depois de Jan Hus                                             |
| 12     | Wohl dem, der in Gottes Furcht steht                            | Martinho Lutero     | depois do Salmo 127                                           |
| 13     | Ach Gott, vom Himmel sieh darein                                | Martinho Lutero     | depois do Salmo 11, em Achtliederbuch                         |
| 14     | Wo Gott der Herr nicht bei uns hält                             | Justus Jonas        | depois do Salmo 124                                           |
| 15     | Es spricht der Unweisen Mund wohl                               | Martinho Lutero     | depois do Salmo 13, em Achtliederbuch                         |
| 16     | Es woll uns Gott genädig sein                                   | Martinho Lutero     | depois do Salmo 67                                            |
| 17     | Aus tiefer Not schrei ich zu dir                                | Martinho Lutero     | depois do Salmo 130, "De profundis", em Achtliederbuch        |
| 18     | Erbarm dich mein, o Herre Gott                                  | Erhard Hegenwald    | depois do Salmo 51 "Miserere"                                 |
| 19     | Christ lag in Todesbanden                                       | Martinho Lutero     |                                                               |
| 20     | Jesus Christus, unser Heiland, der den Tod überwand             | Martinho Lutero     |                                                               |
| 21     | Nun komm, der Heiden Heiland                                    | Martinho Lutero     | depois de Veni redemptor gentium por Ambrósio                 |
| 22     | Komm, Heiliger Geist, Herre Gott                                | Martinho Lutero     | depois de "Veni Sancte Spiritus, reple tuorum corda fidelium" |
| 23     | Christum wir sollen loben schon                                 | Martinho Lutero     | depois de A solis ortus cardine                               |
| 24     | Komm, Gott Schöpfer, Heiliger Geist                             | Martinho Lutero     | depois de Veni Creator Spiritus                               |
| 25     | Ein neues Lied wir heben an                                     | Martinho Lutero     |                                                               |
| 26     | In Jesu Nam'n heben wir an                                      | desconhecido        | em Achtliederbuch, possivelmente por Jonas                    |

## Leitura complementar
- «The Erfurt Enchiridion: A Hymn Book of 1524 (with English language translations)». ISBN 978-3939526049 Em falta ou vazio |url= (ajuda)
- «Die Drucker der Erfurter Enchiridien, Mathes Maler u. Johannes Loersfelt in Jahrbuch für Liturgik und Hymnologie» (em alemão) Em falta ou vazio |url= (ajuda) !CS1 manut: Língua não reconhecida (link)
- Smend, Julius. Die evangelische Lied von 1524: Festschrift zum 400-jährigen Gesangbuch-Jubiläum. [S.l.: s.n.]